# 胃瘻造設術

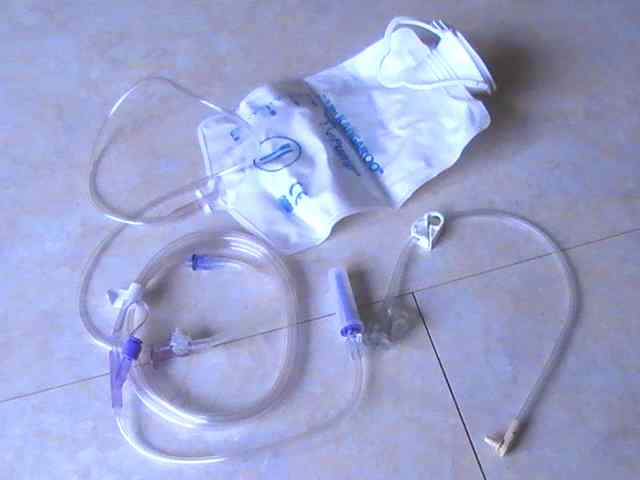

胃瘻造設術（いろうぞうせつじゅつ、英: Gastrostomy）とは、胃瘻を作る手術のこと。

## 歴史
1822年にアメリカ陸軍の軍医ウィリアム・ボーモント（William Beaumont）によって、銃によって胃に瘻孔が形成された患者の経過が報告された。
1849年にフランスの外科医シャルル・セディヨ（Charles Sedillot）によって開腹胃瘻造設術が初めて報告されるも不成功。1875年にイギリスの外科医ジョーンズ・シドニー（Jones Sydney）によって開腹胃瘻造設術の成功例が報告される。その後、1891年に、ドイツの外科医オスカー・ウィッツェル（Oskar Friedrich Witzel）や、1894年にアメリカの外科医マーチン・スタム（Martin Stamm）によって、相次いで開腹胃瘻造設術の術式が報告されていった。
上部消化管内視鏡を用いての内視鏡的胃瘻造設術（PEG）は、1980年にアメリカグリーンビル記念病院の小児科医のミシェル・W・L・ガウデラー（Michael W.L.Gauderer）と外科医ジェフリー・L・ポンスキー（Jeffrey L.Ponsky）によって6歳の神経障害児に対してPULL法で行われたのが最初である。
その後、1983年に上野文昭（茅ケ崎徳洲会病院）・門田俊夫（防衛医科大学校第一外科学）によって、1984年にアメリカのラッセル（Russell.T.R）によって、Introducer法によるPEGが報告され、広く施行されるようになってきた。

## 種類

### 経皮内視鏡下胃瘻造設術
経皮内視鏡下胃瘻造設術（Percutaneous Endoscopic Gastrostomy：PEG）には以下の方法があり、PULL/PUSH法と、Introducer法に大別される。
- PULL法：胃瘻カテーテルを胃内腔より腹壁外に引きだす方法
- PUSH法：胃瘻カテーテルを胃内腔から腹壁外へ押し出す方法
- Introducer法：胃壁固定後に外筒（シース）やガイドカテーテルを用いて胃瘻カテーテルを挿入する方法。PULL/PUSH法と異なり、胃瘻カテーテルを口腔・咽頭を通過させない。

※鮒田式胃壁固定術：胃壁-腹壁の固定具として鮒田昌貴（三重大学医学部外科学第二教室）によって開発され汎用されている。
PEGは身体的負担も少なく、現在の主流となっている。

### 開腹胃瘻造設術
19世紀以降、胃瘻造設術として開発されてきた代表的な術式には以下があり、現在以下を基本として様々な変法等は報告されている。
- Witzel法
- Stamm法
- Janeway法
- Heineke-Mikulicz法

### その他
胃瘻造設から以下の造設手技が考案され発展してきている。
- 経皮内視鏡下空腸瘻造設術（Percupercutaneous endoscopic jejunostomy：PEJ）
- 経皮内視鏡下十二指腸瘻造設術（Percutaneous endoscopic duodenostomy：PED）
- 経皮経食道胃管挿入術（Percutaneous Trans-Esophageal Gastro-tubing：PTEG）

## 関連
- 胃瘻